# Formula–1 európai nagydíj
Az európai nagydíjat a Formula–1-ben különböző európai országokban rendezik, eddig legtöbbször Németországban.
A megnevezés 1977-ig egy kitüntető cím volt, amit minden évben más ország versenye kapott meg, és szokványos nevével párhuzamosan használta.
Az első önálló európai nagydíjat 1983-ban rendezték az angliai Brands Hatchban. Attól kezdve ez egyfajta lehetőség egyes országoknak egy évben két verseny rendezésére (egyedül 2007-ben nem tartottak másik futamot a rendező országban). A rákövetkező évben az új Nürburgring adott helyszínt a futamnak. 1985-re visszakerült Brands Hatchbe, majd néhány év szünet következett.
1993-ban a Donington Parkban rendezték meg. 1994-ben és 1997-ben a jerezi pálya adott otthont a nagydíjnak. 1995-ben, 1996-ban és 1999-től 2007-ig újra a Nürburgringen rendezték. 2008-tól 2012-ig a Spanyolországi Valencia városi pályája volt a helyszín. Mivel Spanyolország 2013-tól csak egy futamot rendez egy évben, így 2013-tól 2015-ig nem volt Európai nagydíj, 2016-ban pedig Azerbajdzsánban, a Baku City Circuit-on került megrendezésre. 2017-ben a bakui versenyt Azeri nagydíjra keresztelték át, ez pedig azt jelenti, hogy  2017-től az Európai nagydíj már nem szerepel a versenynaptárban.
|  |  |  |
|  |  |  |

## Eredmények 1983 után
| Év         | Versenyző          | Konstruktőr      | Pálya         | Beszámoló     |
| ---------- | ------------------ | ---------------- | ------------- | ------------- |
| 2016       | Nico Rosberg       | Mercedes         | Baku          | Riport        |
| 2013 –2015 | Nem rendeztek      | Nem rendeztek    | Nem rendeztek | Nem rendeztek |
| 2012       | Fernando Alonso    | Ferrari          | Valencia      | Riport        |
| 2011       | Sebastian Vettel   | Red Bull-Renault | Valencia      | Riport        |
| 2010       | Sebastian Vettel   | Red Bull-Renault | Valencia      | Riport        |
| 2009       | Rubens Barrichello | Brawn GP         | Valencia      | Riport        |
| 2008       | Felipe Massa       | Ferrari          | Valencia      | Riport        |
| 2007       | Fernando Alonso    | McLaren-Mercedes | Nürburgring   | Riport        |
| 2006       | Michael Schumacher | Ferrari          | Nürburgring   | Riport        |
| 2005       | Fernando Alonso    | Renault          | Nürburgring   | Riport        |
| 2004       | Michael Schumacher | Ferrari          | Nürburgring   | Riport        |
| 2003       | Ralf Schumacher    | Williams-BMW     | Nürburgring   | Riport        |
| 2002       | Rubens Barrichello | Ferrari          | Nürburgring   | Riport        |
| 2001       | Michael Schumacher | Ferrari          | Nürburgring   | Riport        |
| 2000       | Michael Schumacher | Ferrari          | Nürburgring   | Riport        |
| 1999       | Johnny Herbert     | Stewart-Ford     | Nürburgring   | Riport        |
| 1998       | Nem rendeztek      | Nem rendeztek    | Nem rendeztek | Nem rendeztek |
| 1997       | Mika Häkkinen      | McLaren-Mercedes | Jerez         | Riport        |
| 1996       | Jacques Villeneuve | Williams-Renault | Nürburgring   | Riport        |
| 1995       | Michael Schumacher | Benetton-Renault | Nürburgring   | Riport        |
| 1994       | Michael Schumacher | Benetton-Ford    | Jerez         | Riport        |
| 1993       | Ayrton Senna       | McLaren-Ford     | Donington     | Riport        |
| 1986 -1992 | Nem rendeztek      | Nem rendeztek    | Nem rendeztek | Nem rendeztek |
| 1985       | Nigel Mansell      | Williams-Honda   | Brands Hatch  | Riport        |
| 1984       | Alain Prost        | McLaren-TAG      | Nürburgring   | Riport        |
| 1983       | Nelson Piquet      | Brabham-BMW      | Brands Hatch  | Riport        |

## Eredmények 1983 előtt
Európai nagydíj címmel kitüntetett Formula–1 futamok:
| Év       | Versenyző                        | Konstruktőr        | Verseny neve       | Pálya              | Beszámoló          |
| -------- | -------------------------------- | ------------------ | ------------------ | ------------------ | ------------------ |
| 1977     | James Hunt                       | McLaren-Ford       | brit nagydíj       | Silverstone        | Összefoglaló       |
| 1976     | James Hunt                       | McLaren-Ford       | holland nagydíj    | Zandvoort          | Összefoglaló       |
| 1975     | Vittorio Brambilla               | March-Ford         | osztrák nagydíj    | Österreichring     | Összefoglaló       |
| 1974     | Clay Regazzoni                   | Ferrari            | német nagydíj      | Nürburgring        | Összefoglaló       |
| 1973     | Jackie Stewart                   | Tyrrell-Ford       | belga nagydíj      | Zolder             | Összefoglaló       |
| 1972     | Emerson Fittipaldi               | Lotus-Ford         | brit nagydíj       | Brands Hatch       | Összefoglaló       |
| 1969 -71 | Nem rendezték meg.               | Nem rendezték meg. | Nem rendezték meg. | Nem rendezték meg. | Nem rendezték meg. |
| 1968     | Jackie Stewart                   | Matra-Ford         | német nagydíj      | Nürburgring        | Összefoglaló       |
| 1967     | John Surtees                     | Honda              | olasz nagydíj      | Monza              | Összefoglaló       |
| 1966     | Jack Brabham                     | Brabham-Repco      | francia nagydíj    | Reims-Gueux        | Összefoglaló       |
| 1965     | Jim Clark                        | Lotus-Climax       | belga nagydíj      | Spa-Francorchamps  | Összefoglaló       |
| 1964     | Jim Clark                        | Lotus-Climax       | brit nagydíj       | Brands Hatch       | Összefoglaló       |
| 1963     | Graham Hill                      | BRM                | monacói nagydíj    | Monte Carlo        | Összefoglaló       |
| 1962     | Graham Hill                      | BRM                | holland nagydíj    | Zandvoort          | Összefoglaló       |
| 1961     | Stirling Moss                    | Lotus-Climax       | német nagydíj      | Nürburgring        | Összefoglaló       |
| 1960     | Phil Hill                        | Ferrari            | olasz nagydíj      | Monza              | Összefoglaló       |
| 1959     | Tony Brooks                      | Ferrari            | francia nagydíj    | Reims-Gueux        | Összefoglaló       |
| 1958     | Tony Brooks                      | Vanwall            | belga nagydíj      | Spa-Francorchamps  | Összefoglaló       |
| 1957     | Tony Brooks Stirling Moss        | Vanwall            | brit nagydíj       | Aintree            | Összefoglaló       |
| 1956     | Stirling Moss                    | Maserati           | olasz nagydíj      | Monza              | Összefoglaló       |
| 1955     | Maurice Trintignant              | Ferrari            | monacói nagydíj    | Monte Carlo        | Összefoglaló       |
| 1954     | Juan Manuel Fangio               | Mercedes-Benz      | német nagydíj      | Nürburgring        | Összefoglaló       |
| 1953     | Nem rendezték meg.               | Nem rendezték meg. | Nem rendezték meg. | Nem rendezték meg. | Nem rendezték meg. |
| 1952     | Alberto Ascari                   | Ferrari            | belga nagydíj      | Spa-Francorchamps  | Összefoglaló       |
| 1951     | Luigi Fagioli Juan Manuel Fangio | Alfa Romeo         | francia nagydíj    | Reims-Gueux        | Összefoglaló       |
| 1950     | Giuseppe Farina                  | Alfa Romeo         | brit nagydíj       | Silverstone        | Összefoglaló       |

## Külső hivatkozások
- Nürburgring Formula–1-es statisztikák